# Neverita (molusco)
Neverita es un género de caracoles marinos depredadores de tamaño mediano a grande. Se trata de moluscos gasterópodos marinos de la subfamilia Polinicinae de la familia Naticidae, conocidos como caracoles luna. La depredación consiste en capturar a sus presas, normalmente almejas (moluscos bivalvos) con su pie, y practicar un orificio a través del cual consumen sus tejidos. El orificio se conoce como Oichnus.
La especie tipo de este género es Neverita josephinia Risso, 1826.

## Especies
La base de datos abiertos Mollusca Base lista 46 especies de Neverita. Algunas de ellas se listan a continuación:
- † Neverita amerrukensis Pacaud & Lebrun, 2019
- Neverita aulacoglossa (Pilsbry & Vanatta, 1909)
- Neverita delessertiana ( Recluz en Chenu, 1843) [6]
- Neverita didyma (Röding, 1798)
- Neverita duplicata ( Say, 1822) [6]
- Neverita josephinia Risso, 1826
- Neverita lamonae Marincovich, 1975
- Neverita lewisii (Gould, 1847) [7][8]
- † Neverita olla (de Serres, 1829)
- † Neverita pontis (Marwick, 1924)